# Tal (språk)

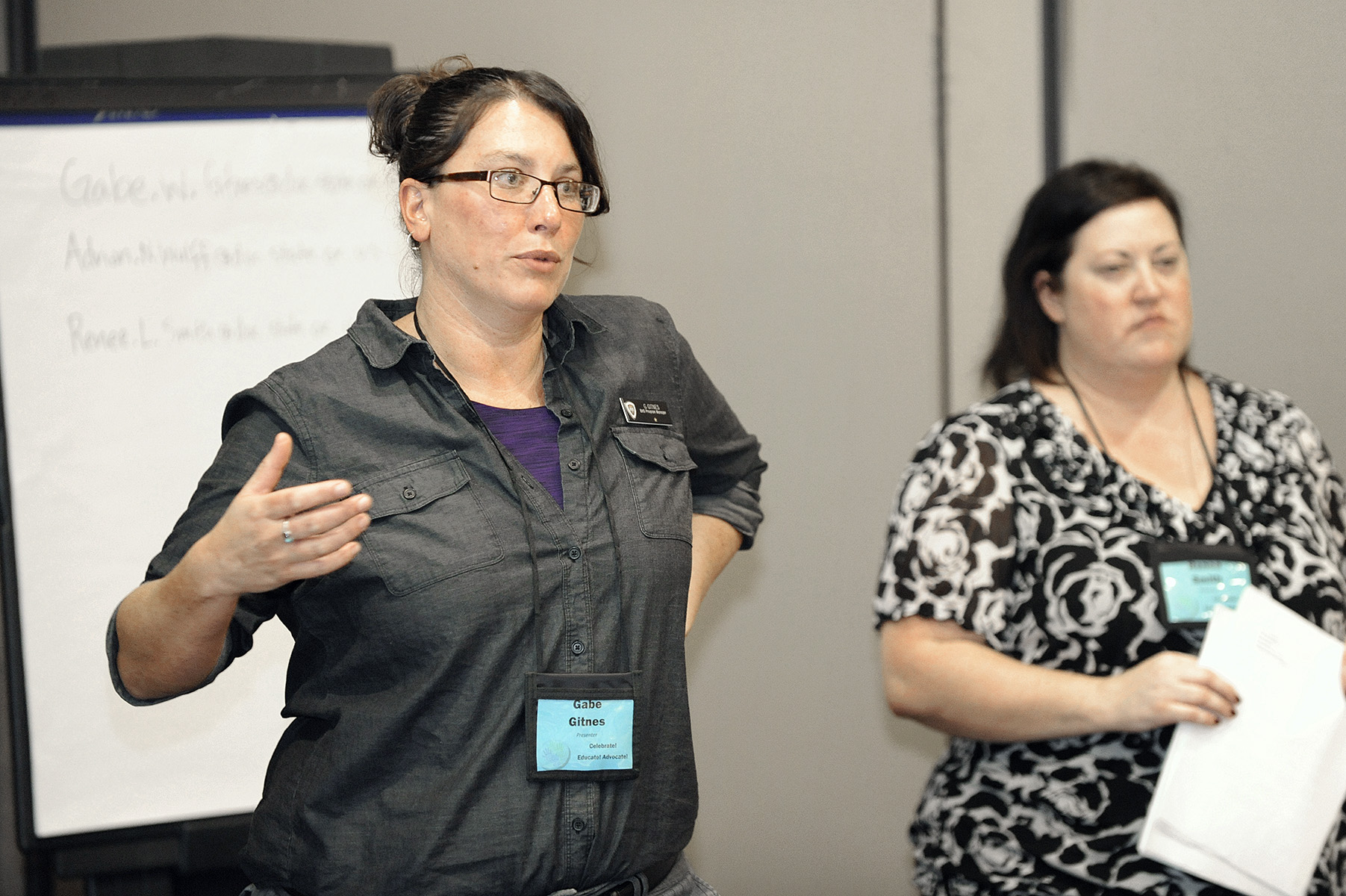
Tal (språk)

Tal är frambringande av språkljud och genomförs med hjälp av de olika organen i talapparaten. Talorganen är främst tungan, läpparna, de olika delarna av gommen och tänderna. I ett vidare perspektiv är även rösten, lungorna och luftvägarna inblandade i talproduktionen.
Fonetiken är vetenskapen om det mänskliga talet.
Allt tal, alla “talsignaler”, har vissa egenskaper som förmedlar det språkliga budskapet, alltså det som sägs. Detta förutsätter att talaren använder sig av ett språkligt system, där man efter behov kan skilja mellan olika “språk”, “dialekter”, “sociolekter” och “idiolekter”. Lyckad kommunikation förutsätter dessutom en lyssnare som är tillräckligt bekant med det språkliga system som talaren använder sig av. Genom användning av fonetisk skrift kan man nedteckna det språkliga budskapet mer eller mindre exakt.
Därutöver finns i talet nödvändigtvis också flera andra typer av information som lyssnare uppfattar, men som brukar saknas i en fonetisk transkription. Här är det närmast fråga om sådant som framgår ur talarens röst och ur talarens sätt att tala, och nödvändigheten beror på att tal inte kan framföras utan röst. Man kan här skilja mellan organiskt betingade faktorer, som är givna av talarens anatomi och som avslöjar i viss utsträckning ålder och kön, och expressivt betingade faktorer som har sitt ursprung i talarens attityd och emotionella tillstånd och som påverkar bland annat röststyrkan, röstläget, livligheten, tydligheten och hastigheten hos talet.
Förutom denna “presentationella” variation som kan finnas även hos talsignaler som i alla språkliga avseenden är identiska finns också transmissionsbetingad eller “perspektivisk” variation som har sitt ursprung i rumsliga och ibland i tekniska förhållanden. Termen “perspektivisk” används främst om sådant som kan uppfattas med ögonen, men detta är inte alldeles olämpligt här, eftersom synsinnet också kan spela en betydande roll i talkommunikationen (se McGurk-effekten.) 